# Phyllostegia kaalaensis
Phyllostegia kaalaensis är en kransblommig växtart som beskrevs av Harold St.John. Phyllostegia kaalaensis ingår i släktet Phyllostegia och familjen kransblommiga växter. IUCN kategoriserar arten globalt som akut hotad. Inga underarter finns listade i Catalogue of Life.